# Keep the Faith (Tamara Gachechiladze)
Keep the Faith è un singolo della cantante georgiana Tamara Gachechiladze pubblicato nel 2017.

## Il disco
Keep the Faith è stata scritta e composta dalla stessa Tamara e da Anri Jokhadze, che rappresentò la Georgia all'Eurovision Song Contest 2012. Il 20 gennaio 2017 il brano è stato selezionato dal televoto e da una giuria tra 25 canzoni per rappresentare la Georgia all'Eurovision Song Contest 2017.